# Trichodiadema pomeridianum
Trichodiadema pomeridianum är en isörtsväxtart som beskrevs av L. Bol. Trichodiadema pomeridianum ingår i släktet Trichodiadema och familjen isörtsväxter. Inga underarter finns listade i Catalogue of Life.